# Valerie Leon
Valerie Therese Leon, född 12 november 1943 i London, är en brittisk skådespelerska.

## Rollista i urval
- 1968 – Nu tar vi vicekungen i Khyberdalen
- 1969 – Den vilda biljakten
- 1969 – Nu tar vi camping
- 1969 – Sexbomben som gick i säng
- 1971 – Snobbar som jobbar (TV-serie) (1 avsnitt)
- 1973 – Inget sex – vi är ju engelsmän!
- 1976 – The Goodies (TV-serie) (1 avsnitt)
- 1977 – Älskade spion
- 1978 – De vilda gässen
- 1978 – Rosa Panterns hämnd
- 1983 – Never Say Never Again
- 2006 – Last of the Summer Wine (TV-serie) (1 avsnitt)